# Агон
Агон (грч. agön, ἀγών) је мегдан, такмичење у витешким играма код старих Грка. Актери или агонисти су учествовали на Олимпијским играма и према Платоновим речима били „божје играчке“, а победом су стицали статус међу бесмртним боговима са Олимпа. Међутим, агон је подразумевао и надметање у другим областима, као што су поезија, плес, сликарство, вајарство, филозофија, политика итд.

## Грчка митологија
У грчкој митологији, Агон је био персонификација, дух или демон такмичења, коме је био посвећен и олтар у Олимпији. Ово божанство је можда исто као и Зелос (или Зел). Његови родитељи нигде нису наведени.

## Савремена схватања
Према Шантал Муф, филозофкињи из Белгије, политички термин агонизам је заснован на овој речи и подразумева сукоб који имплицира сусрет, откриће, сазнање, промену - у чему је важно учествовати, јер и пораз може бити част. Овакав став подразумева демократију и оптимистички поглед на разрешење политичких сукоба.